# Ellsworth (thị trấn), Wisconsin
Ellsworth là một thị trấn thuộc quận Pierce, tiểu bang Wisconsin, Hoa Kỳ. Năm 2010, dân số của thị trấn này là 1.126 người.